# Rumilly-lès-Vaudes
Rumilly-lès-Vaudes és un municipi francès situat al departament de l'Aube i a la regió del Gran Est. L'any 2007 tenia 462 habitants.

## Demografia

### Població
El 2007 la població de fet de Rumilly-lès-Vaudes era de 462 persones. Hi havia 186 famílies de les quals 44 eren unipersonals (12 homes vivint sols i 32 dones vivint soles), 67 parelles sense fills, 67 parelles amb fills i 8 famílies monoparentals amb fills.
La població ha evolucionat segons el següent gràfic:
Habitants censats

### Habitatges
El 2007 hi havia 221 habitatges, 199 eren l'habitatge principal de la família, 12 eren segones residències i 10 estaven desocupats. 207 eren cases i 8 eren apartaments. Dels 199 habitatges principals, 179 estaven ocupats pels seus propietaris, 15 estaven llogats i ocupats pels llogaters i 6 estaven cedits a títol gratuït; 10 tenien dues cambres, 23 en tenien tres, 61 en tenien quatre i 106 en tenien cinc o més. 173 habitatges disposaven pel capbaix d'una plaça de pàrquing. A 87 habitatges hi havia un automòbil i a 94 n'hi havia dos o més.

### Piràmide de població
La piràmide de població per edats i sexe el 2009 era:
| Homes | Edats   | Dones |
| ----- | ------- | ----- |
| 0     | 95 o +  | 0     |
| 0     | 90 a 94 | 4     |
| 4     | 85 a 89 | 0     |
| 4     | 80 a 84 | 4     |
| 16    | 75 a 79 | 20    |
| 8     | 70 a 74 | 16    |
| 4     | 65 a 69 | 8     |
| 24    | 60 a 64 | 12    |
| 8     | 55 a 59 | 12    |
| 12    | 50 a 54 | 8     |
| 28    | 45 a 49 | 16    |
| 24    | 40 a 44 | 24    |
| 20    | 35 a 39 | 28    |
| 8     | 30 a 34 | 8     |
| 8     | 25 a 29 | 16    |
| 12    | 20 a 24 | 8     |
| 32    | 15 a 19 | 8     |
| 20    | 10 a 14 | 20    |
| 20    | 5 a 9   | 20    |
| 12    | 0 a 4   | 12    |

## Economia
El 2007 la població en edat de treballar era de 301 persones, 227 eren actives i 74 eren inactives. De les 227 persones actives 217 estaven ocupades (117 homes i 100 dones) i 10 estaven aturades (4 homes i 6 dones). De les 74 persones inactives 37 estaven jubilades, 15 estaven estudiant i 22 estaven classificades com a «altres inactius».

### Ingressos
El 2009 a Rumilly-lès-Vaudes hi havia 204 unitats fiscals que integraven 482 persones, la mediana anual d'ingressos fiscals per persona era de 19.631 €.

### Activitats econòmiques
Dels 9 establiments que hi havia el 2007, 1 era d'una empresa extractiva, 3 d'empreses de fabricació d'altres productes industrials, 1 d'una empresa de construcció, 2 d'empreses de comerç i reparació d'automòbils i 2 d'empreses d'hostatgeria i restauració.
Dels 3 establiments de servei als particulars que hi havia el 2009, 1 era un taller de reparació d'automòbils i de material agrícola, 1 lampisteria i 1 restaurant.
L'únic establiment comercial que hi havia el 2009 era una carnisseria.
L'any 2000 a Rumilly-lès-Vaudes hi havia 12 explotacions agrícoles.

## Equipaments sanitaris i escolars
El 2009 hi havia una escola maternal integrada dins d'un grup escolar amb les comunes properes formant una escola dispersa.

## Poblacions més properes
El següent diagrama mostra les poblacions més properes.